# Big Corn Island
Big Corn Island är en nicaraguansk ö i Karibiska havet. Tillsammans med Little Corn Island bildar den kommunen Corn Island i Región Autónoma de la Costa Caribe Sur. Ön hade 6 131 invånare år 2005.  Med ett tropiskt klimat är ön en populär turistdestination, med fina sandstränder.

## Kommunikationer
Big Corn Island har en flygplats med förbindelser till Bluefields och Managua. Från hamnen finns reguljära båtförbindelser med Bluefileds och Little Corn Island.